# Manduca gloriosa
Manduca gloriosa là một loài bướm đêm thuộc họ Sphingidae. Nó được tìm thấy ở Peru.